# Missões diplomáticas do Afeganistão

Missões diplomáticas do Afeganistão

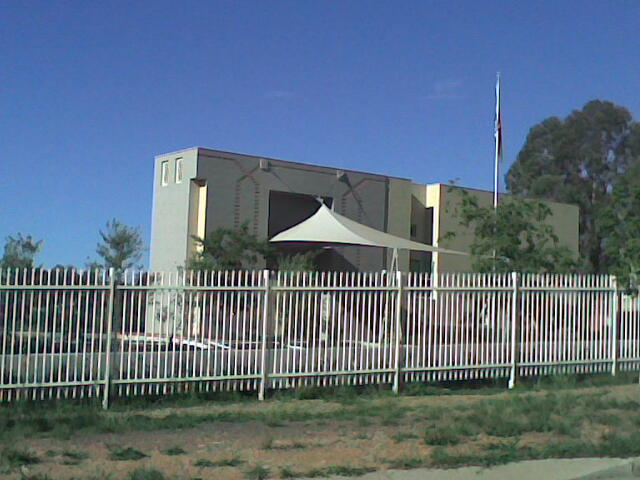
Embaixada do Afeganistão em Camberra, Austrália

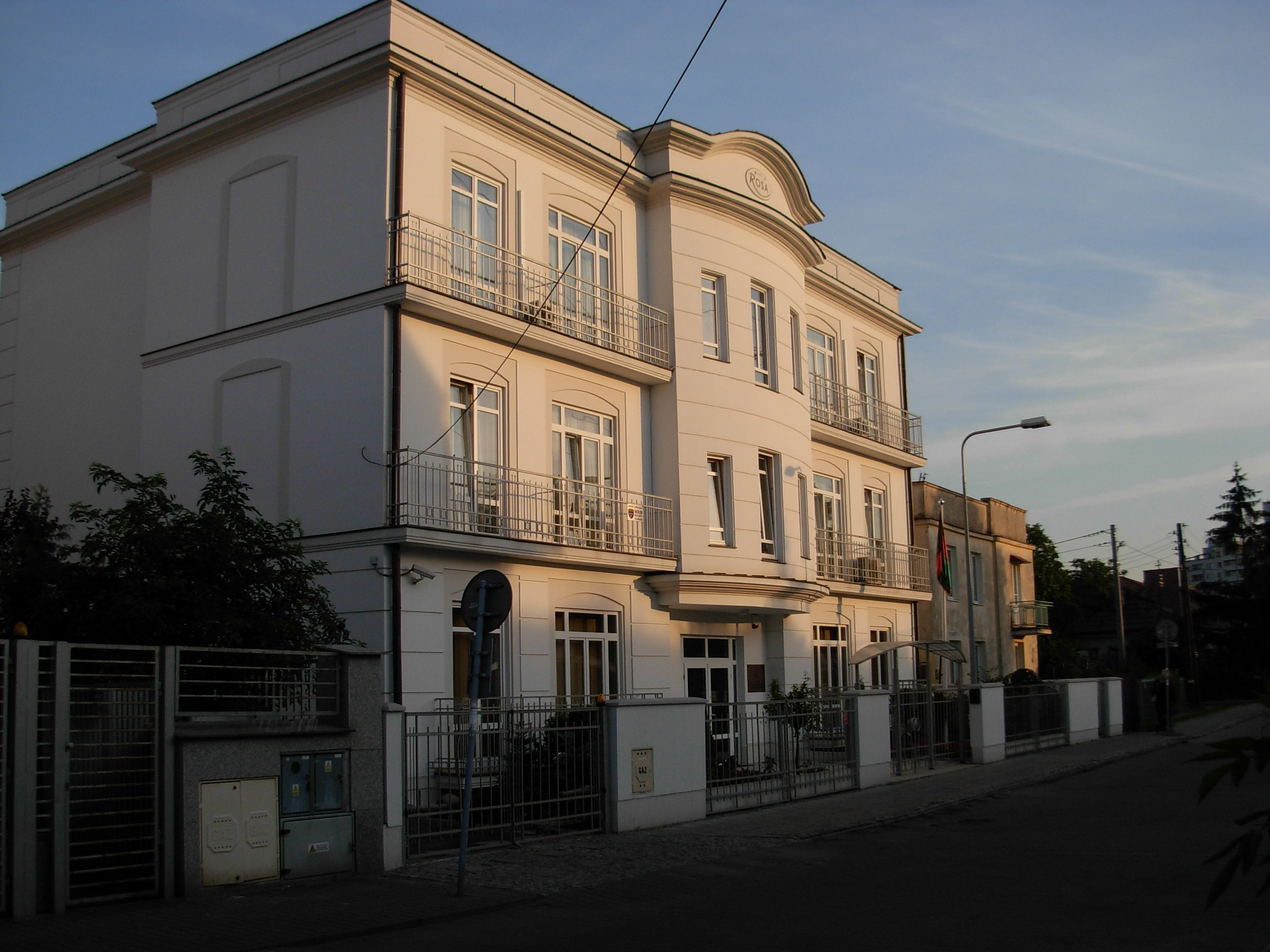
Embaixada do Afeganistão em Varsóvia, Polônia

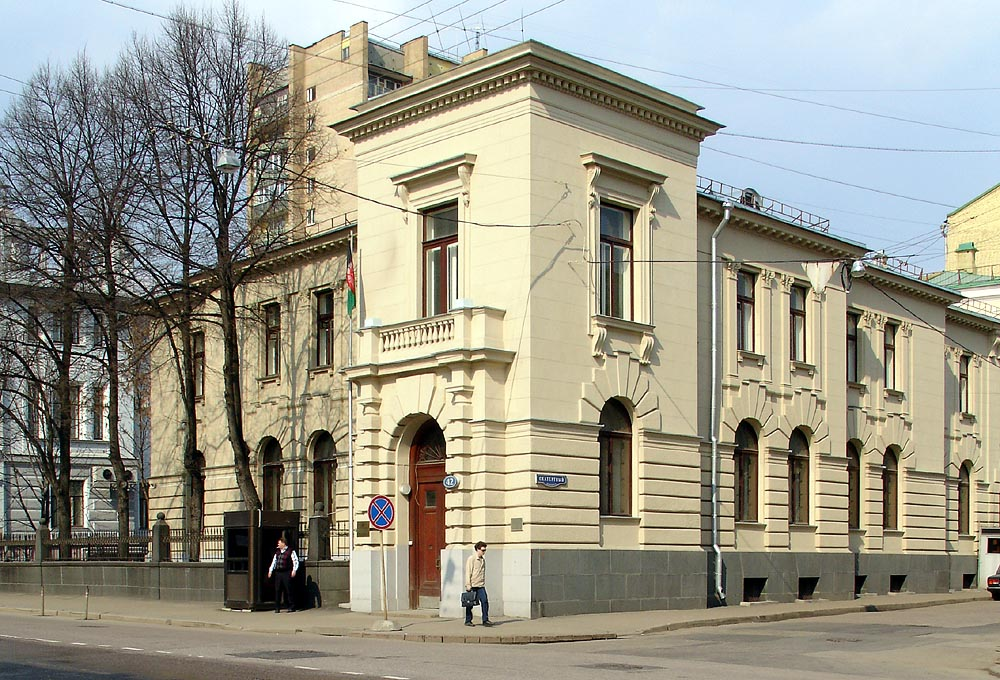
Embaixada do Afeganistão em Moscou, Rússia

Abaixo se encontram as embaixadas e consulados do Afeganistão:

## Europa
- Alemanha
  - Berlim (Embaixada)
  - Bonn (Consulado-Geral)
- Áustria
  - Viena (Embaixada)
- Bélgica
  - Bruxelas (Embaixada)
- Bulgária
  - Sófia (Embaixada)
- Espanha
  - Madri (Embaixada)
- França
  - Paris (Embaixada)
- Itália
  - Roma (Embaixada)
- Noruega
  - Oslo (Embaixada)
- Países Baixos
  - Haia (Consulado-Geral)
- Polónia
  - Varsóvia (Embaixada)
- Reino Unido
  - Londres (Embaixada)
- Chéquia
  - Praga (Embaixada)
- Rússia
  - Moscou (Embaixada)
- Suíça 
  - Genebra (Consulado)
- Ucrânia
  - Kiev (Embaixada)

## América do Norte
- Canadá
  - Ottawa (Embaixada)
  - Toronto (Consulado-Geral)
- Estados Unidos
  - Washington, DC (Embaixada)
  - Los Angeles (Consulado-Geral)
  - Nova Iorque (Consulado-Geral)

América do Sul
- Brasil
  - Brasília (Embaixada)

## Oriente Médio
- Arábia Saudita
  - Riade (Embaixada)
  - Jidá (Consulado-Geral)
- Emirados Árabes Unidos
  - Abu Dhabi (Embaixada)
  - Dubai (Consulado-Geral)
- Irão
  - Teerã (Embaixada)
  - Meshed (Consulado-Geral)
  - Zahedan (Consulado-Geral)
- Iraque
  - Bagdá (Embaixada)
- Kuwait
  - Cidade do Kuwait (Embaixada)
- Omã
  - Mascate (Embaixada)
- Catar
  - Doha (Embaixada)
- Síria
  - Damasco (Embaixada)
- Turquia
  - Ancara (Embaixada)
  - Istambul (Consulado-Geral)

## África
- Egito
  - Cairo (Embaixada)
- Líbia
  - Trípoli (Embaixada)

## Ásia
- Bangladesh
  - Daca (Embaixada)
- China
  - Pequim (Embaixada)
- Coreia do Sul
  - Seul (Embaixada)
- Índia
  - Nova Delhi (Embaixada)
  - Mumbai (Consulado-Geral)
- Indonésia
  - Jacarta (Embaixada)
- Japão
  - Tóquio (Embaixada)
- Cazaquistão
  - Astana (Embaixada)
- Quirguistão
  - Bisqueque (Embaixada)
- Malásia
  - Kuala Lumpur (Embaixada)
- Paquistão
  - Islamabad (Embaixada)
  - Karachi (Consulado-Geral)
  - Peshawar (Consulado-Geral)
  - Quetta (Consulado-Geral)
- Tajiquistão
  - Duchambe (Embaixada)
  - Kharogh (Consulado-Geral)
- Turquemenistão
  - Asgabate (Embaixada)
- Uzbequistão
  - Tashkent (Embaixaada)

## Oceania
- Austrália
  - Camberra (Embaixada)

## Organizações Multilaterais
- - Bruxelas (Missão Permanente ante a União Europeia)
  - Genebra (Missão Permanente as Nações Unidas e outras organizações internacionais)
  - Nova Iorque (Missão Permanente ante as Nações Unidas)
  - Paris (Missão Permanente ante a UNESCO)
  - Roma (Missão Permanente ante a Organização das Nações Unidas para a Alimentação e a Agricultura)
  - Viena (Missão Permanente ante as Nações Unidas)

## Ligações Externas
- «Ministério das Relações Exteriores do Afeganistão» (em inglês)
- «Relações Exteriores do Afeganistão»